# Инбредная депрессия

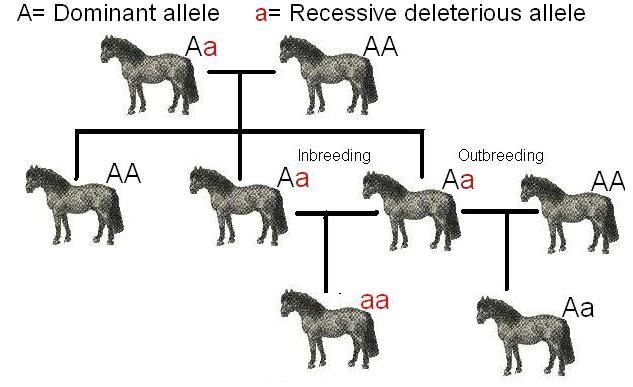
Пример инбредной депрессии
A — доминантный аллель
a — вредный рецессивный аллель

Инбредная депрессия (англ. Inbreeding depression) — снижение жизнеспособности особей, возникающее в результате инбридинга. Проявляется в виде низкого значения показателя наследуемости в фенотипе, низкой способности к биологической адаптации и снижением иммунитета к заболеваниям. Как следствие, проявляется снижение выживаемости и репродуктивного успеха.
Инбредная депрессия у животных характеризуется пониженной фертильностью, меньшей производительностью, худшими темпами роста и т. д. Растения, появившееся в результате самоопыления, также подвержены инбредной депрессии и как правило менее жизнеспособны.
По крайней мере часть генетической нагрузки популяции проявляется только в гомозиготном состоянии, поскольку гомозиготность по рецессивным аллелям с повышенной частотой встречается в потомстве родственных организмов. Это особенно важно в небольших популяциях, например таких, которые прошли через эффект бутылочного горлышка, потому что они подвержены значительному риску близкородственного скрещивания. Основными факторами, влияющими на инбредную депрессию, являются мутации, отбор и генетический дрейф.
Проведение мер, таких, как генетическая чистка или генетическое спасение (англ. genetic rescue), уменьшает инбредную депрессию в популяции, хотя их проведение сопряжено с риском по крайней мере временного снижения приспособляемости.

## Механизм возникновения
Инбредная депрессия возникает в результате инбридинга внутри небольшой популяции, в результате новые поколения чаще обладают одинаковыми аллелями (гомозиготность), в которых могут проявляться рецессивные признаки (аа). Рецессивный ген (а) часто является дефектным, менее пригодным для выживания в природной среде, вызывает наследственную болезнь или понижает жизнеспособность организма, однако как правило «усыпляется» доминантным, здоровым аллелем (А), если практикуются неродственные связи, то есть родители способны обеспечить ребёнку генетическое разнообразие (Аа). Рецессивные черты проявляются, если они присутствуют в геномах обоих родителей напр. (Аа) и (Аа), что наиболее вероятно, если они являются родственниками. Из этого следует, что чем сильнее родственная связь между парой, тем выше вероятность того, что их потомство будет гомозиготным, а значит унаследует дефектные гены и будет менее жизнеспособным.

## Естественный отбор
Естественный отбор не способен избавить популяцию от вредных генов, во-первых потому, что вредные гены часто возникают в результате случайных мутаций. Есть вероятность того, что случайная мутация затронет доминантный аллель (А), однако наиболее вероятно, что плод окажется нежизнеспособным, по этой причине доминантные аллели крайне редко обладают теми или иными дефектами. Иная ситуация складывается с рецессивными дефектными аллелями, которые усыпляются доминантным, здоровым аллелем (Аа) и без каких либо последствий способны дальше распространяться внутри популяции, тем не менее проявляют себя в полной мере при инбридинге.
Последствия инбредной депрессии могут ощутить на себе организмы, практикующие передачу генов потомству посредством мейоза и генетического скрещивания. С одной стороны это обеспечивает эволюционные преимущества виду, например, позволяет осуществлять восстановление повреждённой ДНК или маскировать вредные аллели, что повышает шанс выживаемости потомства, тем не менее платой за это является недопустимость близкородственных связей.
Инбредная депрессия также может приносить и пользу виду в долгосрочной перспективе, так как в результате близкородственных связей вредные гены, ответственные за появление больного и нежизнеспособного потомства, вымываются из популяции. Чем летальнее проявляют себя рецессивные дефектные гены, тем быстрее они вымываются, таким образом со временем повышая жизнеспособность конкретной популяции. Тем не менее это не спасает популяцию от общих последствий инбредной депрессии и является скорее исключением. Так, люди, занимающиеся выведением новых пород собак, при попытке вымыть определённую вредную мутацию из популяции рискуют ещё понизить её фертильность и жизнеспособность.

## Человек
Человек, как и любой эукариотный организм, подвержен пагубным последствиям близкородственного скрещивания. Ярким примером служат монаршие династии Европы, практикующие кровосмешение внутри семьи и впоследствии испытывающие в полной мере последствия инбредной депрессии. Например, она стала причиной вымирания испанской династии Габсбургов, чей последний представитель Карл II страдал слабоумием, физическими уродствами, рядом наследственных заболеваний и сам был не способен иметь детей.
Другой известной жертвой инбредной депрессии можно считать Тутанхамона, фараона древнего Египта, который из-за близкородственного смешения предков обладал серьёзными физическими отклонениями и женоподобным телом.
Инбредной депрессии особенно подвержены изолированные небольшие популяции людей — кланы, маленькие племена и неконтактные народы, где по сути каждый представитель племени является родственником друг другу. В результате это может стать причиной распространения заболеваний и физических дефектов внутри племени/клана, понижения фертильности женщин и высокой детской смертности. От данных проблем в той или иной степени страдает каждое изолированное племя. Также последствия инбредной депрессии могут ощутить на себе люди, в чьих культурах практикуются близкородственные связи. При этом частота близкородственных связей напрямую связана с низким уровнем жизни, безграмотностью населения, распространением принуждённых браков и невозможностью использовать противозачаточные средства.